# Innere Wimitz
Innere Wimitz je naselje v Občini Frauenstein v Okraju Šentvid ob Glini na Koroškem v Avstriji.